# C. Edmund Kells

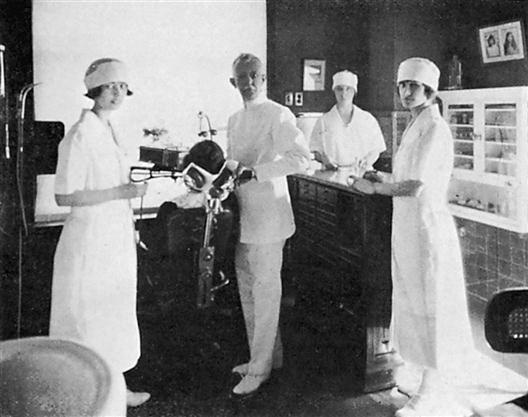
Zahnarzt C. Edmund Kells mit seinen Lady assistants. Um 1900.

Charles Edmund Kells Jr. (* 21. Oktober 1856 in New Orleans, Louisiana; † 7. Mai 1928 ebenda) war ein US-amerikanischer Zahnarzt und Pionier der Zahnmedizin.

## Leben
Kells wurde als Sohn des Zahnarztes Charles E. Kells (auch Charles Edmund Kells Sr.) geboren. Seine Mutter starb, als er vier Jahre alt war. Bereits frühzeitig verübte der Sohn diverse Hilfstätigkeiten in der Praxis seines Vaters. 1876 schrieb er sich am New York Dental College ein und graduierte zwei Jahre später. Zur damaligen Zeit dauerte das Zahnmedizinstudium nur so kurz. Seine Freizeit verbrachte wegen seines Interesses am technischen Fortschritt am Thomas Edison's Menlo Park Laboratory in New Jersey. 1878 kehrte er nach New Orleans zurück und eröffnete dort seine zahnärztliche Praxis. Als die Stadt begann die Straßenbeleuchtung zu elektrifizieren, zapfte er die Leitung an und richtete eine erste mit Strom betriebene Praxis ein. Kells verübte nach einer langen Leidensgeschichte durch strahlenverursachten Krebs Suizid. Ihm wurde ein Finger nach dem anderen amputiert, später die ganze Hand, gefolgt vom Unterarm und dann dem ganzen Arm, bis er schließlich erfuhr, dass der Krebs auch auf sein Herz und seine Lunge metastasiert hatte. Er ging – wie viele Andere – als „Märtyrer für die Wissenschaft“ in die Geschichte ein.

## Erfindungen und Entwicklungen
Im Laufe von 35 Jahren entwickelte er an die 30 Produkte, die er teilweise patentieren ließ. Allen voran steht die Anwendung von Röntgenstrahlen zur zahnärztlichen Diagnostik.

### Röntgen
Kells war ein Pionier in der Anwendung von Röntgenstrahlen in der Zahnmedizin während des späten 19. Jahrhunderts und Anfang des 20. Jahrhunderts. Kurz nach der Entdeckung der Röntgenstrahlen bestellte er die notwendigen Teile und baute selbst ein Röntgengerät, mit dem er im Juli 1896 vor Zahnärzten die Röntgendiagnostik in Asheville vorführte. Er hielt hierzu 1919 einen viel beachteten Vortrag während  einer Zahnärztetagung in New Orleans. Er kritisiert die Herdlehre die vielfach zu unnötigen Extraktionen von Zähne führe. Er machte deutlich, dass Röntgenstrahlen in der Zahnmedizin verwendet werden sollen, um die Therapie zu verbessern, statt immer nur devitale Zähne zu extrahieren. Kells hat 1925 die International Commission on Radiation Units and Measurements gegründet. Im Jahr, als Kells starb, wurden die ersten Strahlenschutzvorschriften durch den International Congress of Radiology (ICR) erlassen.

### Absauganlagen
Kells erfand eine chirurgische Absauganlage, mit der Blut und Speichel während zahnärztlicher Behandlungen abgesaugt werden kann. Dadurch wird die Sicht auf das Behandlungsfeld verbessert und chirurgische Behandlungen erleichtert. Diese Erfindung verbreitete sich schnell weltweit.

### Luftbläser
Ebenso erfand er den Luftbläser, um zu behandelnde Zähne trocken zu blasen.

## Erste Zahnarzthelferin
Kells wird der erstmalige Einsatz einer Zahnarzthelferin zugeschrieben. Seit dem Jahre 1885 machte seine Ehefrau diverse Hilfsarbeiten, wie Anrühren von Materialien, Putzen und führen der Akten. Einige Jahre später bildete er Malvina Cueria  (1893–1991) zur ersten „Lady assistant“ aus, die erstmals Assistenztätigkeiten am Patienten durchführte. Die Anwesenheit einer „Lady in attendance“ ermöglichte es ferner einer Frau, eine Zahnarztpraxis ohne eine Anstandsdame (engl.: Chaperone) zu besuchen, was sonst als unschicklich gegolten hat. Kells setzte sowohl eine „Chairside assistant“ (chairside engl.: ‚am Behandlungsstuhl‘) zur Behandlungsassistenz, als auch eine Verwaltungsmitarbeiterin ein. Die Vorteile sprachen sich bald herum und andere Zahnärzte folgten dem Beispiel Kells und bildeten selbst Zahnarzthelferinnen aus.

## Schriften
- Kells, Charles E. “Practical development of dental films.” Dental Items of Interest 44 (1922): 927–937.
- Kells, Charles E. “Radiograph as a diagnostic aid.” The Dental Cosmos 63 (1921): 816.
- Kells, Charles E. “Roentgen rays in daily practice.” Items of Interest 20 (1898): 892–893.
- Kells, Charles E. “Roentgen rays in practice.” Items of Interest 20 (1898): 729–731.
- Kells, Charles E. “Roentgen rays.” The Dental Cosmos 41 (1899): 1014–1029.
- Kells, Charles E. “The x-ray in dental practice: The crime of the age.” The Journal of the National Dental Association 7 (1920): 241–272.
- Kells, Charles E. “Thirty years’ experience in the field of dental radiography.” The Journal of the American Dental Association 13 (1926): 693–711.
- Kells, Charles E. Three Score Years and Nine. New Orleans: C. Edmund Kells. D.D.S., 1926.[8]